# Moneta 5 centów (euro)
5 centów – moneta używana przez kraje strefy euro. Rewersy każdej monety o tym nominale są wspólne dla wszystkich krajów emitujących. Natomiast awersy są odmienne dla każdego państwa.

## Strony narodowe monet euro
- andorskie monety euro
- austriackie monety euro
- belgijskie monety euro
- chorwackie monety euro
- cypryjskie monety euro
- estońskie monety euro
- fińskie monety euro
- francuskie monety euro
- greckie monety euro
- hiszpańskie monety euro
- holenderskie monety euro
- irlandzkie monety euro
- litewskie monety euro
- luksemburskie monety euro
- łotewskie monety euro
- maltańskie monety euro
- monakijskie monety euro
- niemieckie monety euro
- portugalskie monety euro
- monety euro z San Marino
- słowackie monety euro
- słoweńskie monety euro
- watykańskie monety euro
- włoskie monety euro